# Légende de l'origine troyenne des Gaulois
La légende de l'origine troyenne des Gaulois est un des mythes de l'origine troyenne des peuples européens. 
Des copistes et des auteurs du Moyen Âge l'ont rapportée et probablement complexifiée et enjolivée à partir de textes plus anciens, en adoptant peu à peu la thèse d'une origine troyenne commune aux Gaulois et aux Francs, alors qu'un fond légendaire un peu similaire se développait en Grande-Bretagne. Ce fond légendaire fut reconstruit au début de la Renaissance, période caractérisée par un intérêt marqué pour l'Antiquité. À la Renaissance, les auteurs laissent place à la thèse d'une origine gauloise des Troyens, en puisant eux aussi chez des auteurs anciens (grecs ou romains). 
Alors que l'archéologie et une histoire s'appuyant sur des bases plus scientifiques se développaient, les textes des chroniqueurs médiévaux ont beaucoup intrigué les historiens du XIXe siècle. Ils sont encore étudiés, dont par des historiens tels que Colette Beaune, Jean-Louis Brunaux ou Jacques Poucet. 

## L'attribution d'une origine troyenne aux Gaulois dans l'Antiquité
Selon l'archéologue et chercheur au CNRS Jean-Louis Brunaux, certains peuples gaulois auraient revendiqué des origines troyennes. Le poète Lucain a ainsi écrit : « Les peuples arvernes qui osaient se prétendre frères du Latin et nés du sang troyen. » Pour Jean-Louis Brunaux, la légende de l'origine troyenne des Francs, même si elle est « le fruit d'une construction des clercs, ne s'est installée durablement dans l'esprit des habitants de la Gaule pour y survivre jusqu'à la Renaissance que parce qu'elle y a trouvé un substrat favorable. » Cette légende établit un lien entre la Grèce et la Gaule, avec notamment la légende du passage d'Héraclès en Gaule : celui-ci aurait épousé la fille du roi de la Celtique et aurait civilisé cette contrée ; d'après cette légende, il serait le fondateur d'Alésia et c'est son fils le roi Galathès qui aurait donné son nom aux peuples sur lesquels il régnait. Au Ve siècle, Sidoine Apollinaire, fait allusion à l'origine troyenne des Gaulois, et plus particulièrement des Arvernes.

## L'attribution d'une origine troyenne aux Gaulois au Moyen Âge
De fait, les Francs puis les Français du Moyen Âge considéraient leur origine troyenne comme un élément fondamental de leur identité (voir légende de l'origine troyenne des Francs). Mais pour l'idée de l'unité du peuple, l'existence attestée de nombreuses tribus, puis de deux peuples distincts sur le territoire devenu la France : les Gaulois et les Francs, représentait une difficulté éventuelle ; certains auteurs médiévaux, pour contourner cette difficulté, ont pu chercher à leur attribuer une origine commune.
Les récits décrivant l'origine troyenne des Francs ont ainsi progressivement intégré le thème de l'origine troyenne des Gaulois, thème évoqué par certains auteurs latins. À la fin du XIIe siècle, Pierre Rigord introduit ainsi l'idée d'une arrivée de Troyens en deux phases distinctes, correspondant respectivement à l'installation des Gaulois puis des Francs. Selon cet auteur, en 895 avant Jésus-Christ, vingt-trois mille rescapés de la ville de Troie sont conduits par le duc Ybor en Gaule où ils fondent Lutèce et d'autres grandes villes gauloises dès le IXe siècle av. J.-C. Les Francs sont les descendants d'autres exilés troyens. Leur arrivée en Gaule sous la conduite d'un certain duc Marcomir dans les derniers temps de l'Empire romain permet les retrouvailles de deux branches d'un même peuple.
L'adjonction de cet épisode a pour intérêt de donner aux Gaulois et aux Francs les mêmes ancêtres troyens. Les Français du Moyen Âge sont donc issus d'un seul et même peuple et non d'un mélange, car Francs et Gaulois sont du même sang. Ce thème passe dans le texte des Grandes Chroniques de France, où il est dit que lorsque Marcomir, fils de Priam d'Autriche de la lignée de Priam de Troie, arriva en Gaule avec ses compagnons, c'est-à-dire les Francs, ils firent un seul peuple avec les descendants d'Ybor et de ses hommes, c'est-à-dire les Gaulois. L'arrivée des Francs n'est pas une conquête mais correspond aux retrouvailles de différentes branches du même peuple troyen séparées par l'Histoire,. 
En plus des Grandes Chroniques de France, l'idée d'une installation en deux vagues est reprise dans de nombreux textes, ainsi par Jean de Paris, par Honoré Bonet, par Guillaume Cousinot et de nombreux autres auteurs.
Guillaume le Breton insiste sur le bon accueil réservé par les Gaulois aux Francs et l'union entre ces deux branches issues d'une commune souche troyenne,.
Dès Pierre Rigord, les Gaulois se voient attribuer leurs caractéristiques historiques propres. Ainsi, Jean de Paris évoque Brennus et les nombreux chefs gaulois d'avant la conquête romaine. Raoul de Presles cite le gouvernement des druides,.

## L'attribution d'une origine gauloise aux Troyens au début de la Renaissance
Au début de la Renaissance, l'étude des textes antiques conduisit à s'intéresser davantage aux Gaulois. Les Illustrations de Gaule et Singularité de Troie de Jean Lemaire de Belges, publiées vers 1500, opèrent une véritable reconstruction de la légende : La solution de l'auteur ne fait plus des Troyens les ancêtres des Gaulois, mais des Gaulois les ancêtres des Troyens. Selon ce schéma, lorsque les Francs, descendants des Troyens et donc des Gaulois, se sont installés en Gaule, ils n'ont fait que retrouver leur patrie d'origine. Là encore, l'unité des Gaulois et des Francs est un thème primordial.
Jean Lemaire de Belges institue également un double rattachement à la tradition chrétienne : l'un au niveau des origines des Gaulois, qui sont issus de Noé, l'autre au niveau des mœurs des Gaulois, dont la religion pure et élevée préfigure le christianisme. Les Gaulois sont un peuple instruit, discipliné par les lois et remarquable par la religion.
Jean Lemaire de Belges décrit la guerre de Troie d'après Darès le Phrygien, Dictys de Crète et Homère et il enchaîne sur la fuite et l'établissement de Francion en Gaule. D'autres Troyens fondent un État autour de Sicambrie. Plusieurs siècles plus tard, les descendants des fondateurs de Sicambrie sont séduits par la bonté d'Octave et se soumettent à Rome. Ils émigrent alors vers la Germanie puis en Gaule où les attendent les descendants de Francion. Cette version est comparable aux précédentes. 
Mais Jean Lemaire de Belges inclut ces événements dans une histoire générale des Gaulois qui passe au premier plan. Selon lui, la Gaule fut peuplée par Samothès, quatrième fils de Japhet. Ses successeurs règnent sur un peuple instruit, disciplinés par les lois, remarquable par sa religion. Les Gaulois bâtissent des cités et créent des universités. Le frère d'un de leurs rois est proscrit par les siens : il s'enfuit en Asie et y fonde Troie, apportant au monde grec la culture gauloise. Comme les celtes de Galatie, Troie est donc d'origine gauloise. Ce remaniement est centré sur les Gaulois indigènes en Gaule depuis les temps bibliques. Il permet d'incorporer dans le mythe l'origine des Gaulois, que le grand renouvellement des connaissances sur la Gaule au XVe siècle rendait prestigieux.

## L'utilisation politique de la légende de l'origine troyenne des Gaulois
Le récit légendaire et ses variants donna lieu à plusieurs utilisations politiques ; 

### Pendant les Croisades
Les Français du Moyen Âge se percevaient comme les héritiers des Troyens, des Gaulois et des Francs. À ce titre ils ne pouvaient avoir de sympathie pour les Grecs héritiers des destructeurs de Troie. Lors des Croisades, les croisés français furent souvent en conflit avec les Grecs et la légende de l'origine troyenne fut utilisée pour justifier les rivalités entre les deux peuples. Ainsi, Liquainus de Tours présente-t-il la chute de Constantinople en 1204 comme la vengeance de la prise de Troie par les Grecs,. Cet événement permit à certains auteurs comme Robert de Clari de justifier le détournement de la quatrième croisade, présentée comme une guerre juste de récupération : les Francs-Troyens reprennent les territoires de leurs ancêtres,

### Pendant les Guerres d'Italie
Le roi Louis XII, dont la politique italienne visait à la récupération du Milanais au nom du droit du sang, utilisa l'argument troyen à grande échelle entre 1507 et 1510. Une série d'œuvres de Martin Dolet, Christophe de Longueil, Valerand de Varannes et Jean Pyrrhus Angleberme développent une vision historique commune : les Gaulois partis vers l'Orient fondent la Galatie et la Gallogrèce puis s'établissent à Troie, faisant trembler l'Asie. La guerre de Troie se termine par la fuite des exilés qui retournent dans leur ancienne patrie. Les croisades permettent la récupération légitime de leurs anciennes terres et Charles VIII, en franchissant les Alpes sur les traces du gaulois Brennus, a pris Rome comme celui-ci. Louis XII à son tour en reprenant les villes de Lombardie ne fait que récupérer les Cités gauloises de la Gaule cisalpine. Pour Jean Lemaire de Belges, la monarchie gallique est la légitime héritière des fondations de ses ancêtres et Hector conseille à son descendant le Roi de France une juste politique d'expansion,.

### Lanoblesse du sang
Le premier traducteur de De Guyse (du latin au bas-français) montre dans sa préface que la référence à une origine troyenne a encore une grande importance à son époque « (...)laquelle exposition et translation au plaisir de Dieu pourra à tous oyans et lisans pleinement apparoir ladite noble procréation et lignée : et comment est descendu mondit très redoubté et très puissant seigneur du hault noble et excellent sang des Troyens ; et conséquemment du très glorieux et précieux sang et engendrement par les lignées subséquentes de madame Saincte Wauldru noble princesse, en son temps duchesse de Lorraine, laquelle Lorraine se estendoit (comme il appert au contenu de son histoire) depuis la rivière de l'Escault selon celle de la Haynne parmi le devant nommé pays de Haynau, de Brabant, de Hasbain, de Namur, de Liège, de Ardenne, de Mosellaine que seulement on dit Lorraine : jusques à la rivière de Rin  inclusivement, et de Meuse (...) ».